# Poworino
Poworino (russisch Поворино) ist eine Stadt mit 17.692 Einwohnern (Stand 14. Oktober 2010) und Rajon-Verwaltungszentrum im östlichen Teil der Oblast Woronesch in Russland.

## Geographie
Poworino liegt in der südlichen Oka-Don-Ebene 220 km südöstlich der Gebietshauptstadt Woronesch und wenige Kilometer nördlich der Verwaltungsgrenze der Oblast Woronesch zur Oblast Wolgograd. Die nächstgelegenen Städte sind Borissoglebsk (21 km nordwestlich von Poworino), Nowochopjorsk (45 km westlich) und Urjupinsk (in der Oblast Wolgograd, 47 km südlich).

## Geschichte
Die Stadt entstand mit dem 1870 abgeschlossenen Bau des gleichnamigen Bahnhofs an der Strecke Lipezk–Zarizyn und existierte anfangs als Stationssiedlung. Mit dem Bau von zwei weiteren Bahnstrecken, die von hier aus führen, gewann Poworino als Verkehrsknotenpunkt an Bedeutung und erhielt schließlich die Stadtrechte im Jahr 1954.

### Bevölkerungsentwicklung
| Jahr | Einwohner |
| ---- | --------- |
| 1939 | 10.817    |
| 1959 | 19.274    |
| 1970 | 20.591    |
| 1979 | 19.624    |
| 1989 | 19.450    |
| 2002 | 18.342    |
| 2010 | 17.692    |

Anmerkung: Volkszählungsdaten

## Wirtschaft und Infrastruktur
Poworino ist Zentrum eines landwirtschaftlich geprägten Landkreises und hat daher vornehmlich Lebensmittelindustrie. Als Knotenpunkt mehrerer Eisenbahnen verfügt es über Bahnwerkstätten und andere schienenverkehrsbezogene Betriebe. Hier kreuzen sich auch mehrere Straßen, darunter die Fernstraße R22 auf dem Abschnitt zwischen Tambow und Wolgograd, die einen Teil der Europastraße E119 von Moskau nach Astara in Aserbaidschan darstellt.